# Blandín de Cornualles
Blandín de Cornualles es un relato anónimo del
siglo XIII o XIV compuesto en verso, en
idioma occitano.

## Trama
La historia sigue a dos caballeros, Blandín de Cornualles y su amigo Guillot (o
Guiot) Ardit de Miramar, que salen a buscar aventuras. Un perro los guía hasta una cueva. Allí Blandín vence a un gigante y rescata a dos doncellas secuestradas. Los dos caballeros y las doncellas van hasta un castillo donde la familia de estas se encuentran apresadas por otros gigantes. Blandín y Guillot también los derrotan.
Tras este episodio, ambos se encuentran con un pájaro que habla y les indica un pino a partir del cual sale un camino ancho y otro estrecho. Guillot toma el camino ancho y acaba luchando contra un Caballero Negro, a quien mata. Sin
embargo, los hombres de este lo atrapan y encarcelan. Blandín, por su parte, toma el camino estrecho y se topa con una doncella que le intercambia furtivamente el caballo. Este lo conduce hasta un tal Peitavín, que se
convierte en su escudero, y lo lleva hasta un castillo donde se encuentra encerrada una doncella llamada Brianda. A esta su padre la ha hecho caer en una
suerte de sueño encantado. Blandín derrota a diez hombres y entra al castillo. Allí se encuentra con el hermano de la doncella durmiente, quien le explica que para desencantarla debe apoderarse de un azor blanco. Para lograrlo, Blandín vence a una serpiente, un dragón y un sarraceno. Finalmente el azor, rozando la mano de Brianda, la libera de su encantamiento. Esta le revela a Blandín que la doncella que le cambió el caballo era una enviada suya para que él acudiera en
su auxilio. Blandín deja momentáneamente a Brianda y va en busca de Guillot. Tras vencer al señor que lo tiene encarcelado, lo libera. Ambos vuelven al castillo
de Brianda. Blandín se casa con ella, mientras que Irlanda, hermana de Brianda, se casa con
Guillot. Después de esto, los dos dos caballeros deciden no emprender más aventuras.

## Autoría
Básicamente hay tres hipótesis sobre la autoría del relato. Según la primera, lo habría compuesto Leonor de Provenza. Esta hipótesis se basa en
que Juan de Nostradamus sostuvo que esta dama lo había enviado a un miembro de la casa real inglesa.
Claude Charles Fauriel posteriormente sobredimensionó esta afirmación, ya de por sí dudosa, convirtiendo a Leonor en la autora; después Agnes Strickland reafirmó
esta aseveración. Actualmente se considera improbable que Leonor de Provenza haya sido la autora del texto original.
La segunda hipótesis se desprende del texto occitano: el autor es anónimo pero sería un provenzal. La presencia de elementos lingüísticos impropios del occitano la explica Camille Chabaneau sosteniendo que el texto fue elaborado por un occitano inculto.
A. Alart y,
en 1961, Pere Bohigas i Balaguer reafirmaron esta hipótesis. Actualmente, aunque el autor permanece anónimo, se considera que puede haber pertenecido al dominio lingüístico catalán, ya que el texto está redactado en un occitano lleno de catalanismos. El occitano era una lengua literaria prestigiosa y cercana al catalán, lo cual hace más verosímil la hipótesis de un
poeta catalanófono que se esforzara por escribir en provenzal.
Actualmente, esta última es la hipótesis más aceptada.

## Datación
La obra data del siglo XIII o XIV. La primera mención del Blandín data de fines del siglo XVI, y se encuentra en Les vies des plus célebres et anciens poetes provençaux, de Juan de Nostradamus.
La copia más antigua del Blandín dataría del siglo XVIII. Es un manuscrito que el duque Víctor Amadeo II de Saboya donó a la Biblioteca Nacional de Turín cuando esta se fundó en 1720.

## Género literario
El Blandín es un texto narrativo compuesto en versos pareados octosílabos consonantes -a veces irregulares- agrupados en tiradas largas. El autor, en el texto mismo, llama a su relato un “dictat”. La clasificación según los estándares actuales es compleja, pero el Blandín ha sido considerado una novela (roman) o bien novela corta o cuento largo (nouvelle).

## Características del texto

### Tópicosy elementos folclóricos
Es una obra afín a la materia de Bretaña, elaborada bajo la concepción medieval del amor cortés. Contiene diversos elementos folclóricos y clásicos, como el héroe que parte en busca de aventuras con un ayudante de menor prestigio, antagonistas fantásticos (dragones, serpientes, gigantes, etcétera), desarrollo del argumento según un esquema de camino o itinerario, el motivo de la dama encantada o bella durmiente, animales-guía (típicos del lay francés), la reunión final y el final feliz (con fiesta, justa y boda). Contiene también otros varios tópicos recurrentes, como el locus amoenus (los lugares donde suelen descansar Blandín y Guillot), el locus eremus (bosques o cavernas oscuras donde se percibe un peligro latente) y breves descriptio puellae (todas las mujeres, menos una gigante, son bellas, graciosas, blanquísimas, etcétera).

### Relación con la materia de Bretaña
Además del origen cornuallés de ambos caballeros -dos cavaliers / de Cornoalha bons guerriers (v 3-4)-, varios “motivos” más vinculan el Blandín con la materia de Bretaña:
- Lo Brächet (el perro que guía a los héroes a la aventura, común en los relatos artúricos).
- L'Ausel Parlant (el pájaro que habla aparece en Le chevalier au Papegau y en Les Merveilles de Rigomer).
- La Donzella d'Otra Mar (La doncella que intercambia furtivamente su caballo con el de Blandín acaba siendo una enviada de la dama durmiente, y podría equipararse a un hada, lo que explicaría cómo Brianda, encantada, puede enviarla: la envía desde otro mundo; por esto la doncella es llamada así).
- Donselas Conquistadas (el rescate de las dos doncellas, y después de sus familiares, de manos de gigantes malignos, motivo ya utilizado por Godofredo de Monmouth).
- Un Cavalier Armat de Negre (En la historia del enfrentamiento entre el Caballero Negro y Guillot aparecen más rasgos tradicionales de la materia de Bretaña).

Por otra parte, hay elementos claramente no artúricos, como el sarraceno contra el que Blandín se bate o el gentilicio “de Miramar” de Guillot, que lo hace parecer más bien español. Asimismo, que se los presente como caballeros venidos de Oriente -cavaliers d'Orien/ sercans avantura veramen (v 515-16)- puede vincularlos a una tradición literaria hispánica, ya que dos romances españoles del mismo período tienen héroes que afirman venir de Oriente: la Gran conquista de Ultramar, ambientada en Oriente Medio, y el Libro del caballero Zifar). Sin embargo, también se encuentra este origen en Cligès, de Chrétien de Troyes.

### Estructura narrativa
El argumento se desarrolla según un esquema de camino o itinerario. El texto presenta una estructura bipartita simétrica común en los romans medievales, según la cual, salvo el prólogo (v. 1-25) y el epílogo (v. 2.389-2.394), los episodios pueden repartirse en dos partes en las que los caballeros están, de modo alterno, juntos o solos:
Primera parte (v. 26-542)
| Episodio                                                                        | Juntos | Blandín | Guillot |
| ------------------------------------------------------------------------------- | ------ | ------- | ------- |
| Encuentro con el perro guía (v. 26-75)                                          | X      |         |         |
| Rescate de las doncellas contra el gigante (v. 76-192)                          |        | X       |         |
| Reencuentro y viaje corto de Blandín y Guillot (v. 193-304)                     | X      |         |         |
| Ataque al castillo de los gigantes y prisión para Guillot (v. 305-358)          |        |         | X       |
| Intervención de Blandín, liberación de Guillot y victoria de ambos (v. 359-542) | X      |         |         |

Segunda parte (v. 543-2.388)
| Episodio                                                               | Juntos | Blandín | Guillot |
| ---------------------------------------------------------------------- | ------ | ------- | ------- |
| Encuentro con el pájaro hablante y el pino (v. 543-606)                | X      |         |         |
| Guillot contra el Caballero Negro y prisión de Guillot (v. 607-982)    |        |         | X       |
| Rescate de la doncella durmiente (v. 983-1.936)                        |        | X       |         |
| Reencuentro de Blandín con Guillot y doble matrimonio (v. 1.937-2.388) | X      |         |         |